# Šiljevina
Šiljevina (lat. Schoenus), biljni rod trajnica iz porodice šiljovki sa preko 150 vrsta koje su prisutne po svim kontinentima, a većina u Australiji.
U Hrvatskoj postoji jedna vrsta tamna šiljevina, Schoenus nigricans

## Vrste
1. Schoenus absconditus Kük.
2. Schoenus achaetus (T.Koyama) T.Koyama
3. Schoenus acuminatus R.Br.
4. Schoenus adnatus (Levyns) T.L.Elliott & Muasya
5. Schoenus albovaginatus T.L.Elliott & Muasya
6. Schoenus andinus (Phil.) H.Pfeiff.
7. Schoenus andrewsii W.Fitzg.
8. Schoenus antarcticus (Hook.f.) Dusén
9. Schoenus apogon Roem. & Schult.
10. Schoenus arenicola T.L.Elliott & Muasya
11. Schoenus armeria (Nees) Boeckeler
12. Schoenus asperocarpus F.Muell.
13. Schoenus aureus T.L.Elliott & Muasya
14. Schoenus auritus (Nees) T.L.Elliott & Muasya
15. Schoenus australis T.L.Elliott & Muasya
16. Schoenus badius Rye
17. Schoenus benthamii F.Muell.
18. Schoenus bifidus (Nees) Boeckeler
19. Schoenus biglumis Kük.
20. Schoenus bolusii (C.B.Clarke) T.L.Elliott & Muasya
21. Schoenus bracteosus T.L.Elliott & Muasya
22. Schoenus breviculmis Benth.
23. Schoenus brevifolius R.Br.
24. Schoenus brevisetis (R.Br.) Roem. & Schult.
25. Schoenus brunnescens T.L.Elliott & Muasya
26. Schoenus caespititius W.Fitzg.
27. Schoenus calcatus K.L.Wilson
28. Schoenus calceolus T.L.Elliott & Muasya
29. Schoenus calostachyus (R.Br.) Poir.
30. Schoenus calyptratus Kük.
31. Schoenus capillifolius D.A.Cooke
32. Schoenus carsei Cheeseman
33. Schoenus centralis Latz
34. Schoenus clandestinus S.T.Blake
35. Schoenus compactus (Levyns) T.L.Elliott & Muasya
36. Schoenus compar L.
37. Schoenus comparoides T.L.Elliott & Muasya
38. Schoenus complanatus (Levyns) T.L.Elliott & Muasya
39. Schoenus coultasii Hislop
40. Schoenus crassiculmis T.L.Elliott & Muasya
41. Schoenus crassus (Levyns) T.L.Elliott & Muasya
42. Schoenus crinitus T.L.Elliott & Muasya
43. Schoenus cruentus (Nees) Benth.
44. Schoenus curvulus F.Muell.
45. Schoenus cuspidatus Rottb.
46. Schoenus cygneus (Nees) Nees
47. Schoenus deformis (R.Br.) Poir.
48. Schoenus delicatulus (Fernald) J.Kern
49. Schoenus discifer Tate
50. Schoenus dregeanus (Boeckeler) Kuntze
51. Schoenus efoliatus F.Muell.
52. Schoenus elegans S.T.Blake
53. Schoenus ericetorum R.Br.
54. Schoenus evansianus K.L.Wilson
55. Schoenus exilis (Levyns) T.L.Elliott & Muasya
56. Schoenus falcatus R.Br.
57. Schoenus ferrugineus L.
58. Schoenus filiculmis T.L.Elliott & Muasya
59. Schoenus fluitans Hook.f.
60. Schoenus galpinii (Schönland & Turrill) T.L.Elliott & Muasya
61. Schoenus globifer Nees
62. Schoenus graciliculmis T.L.Elliott & Muasya
63. Schoenus gracillimus T.L.Elliott & Muasya
64. Schoenus graminifolius (Levyns) T.L.Elliott & Muasya
65. Schoenus grammatophyllus F.Muell.
66. Schoenus griffinianus K.L.Wilson
67. Schoenus hexander F.Muell. & Tate
68. Schoenus humilis Benth.
69. Schoenus imberbis R.Br.
70. Schoenus inconspicuus T.L.Elliott, Euston-Brown & Muasya
71. Schoenus indutus F.Muell. ex Benth.
72. Schoenus insolitus K.L.Wilson
73. Schoenus kennyi (F.M.Bailey) S.T.Blake
74. Schoenus laevigatus W.Fitzg.
75. Schoenus laevinux (Kük.) Ohwi
76. Schoenus lanatus Labill.
77. Schoenus latelaminatus Kük.
78. Schoenus latitans S.T.Blake
79. Schoenus lepidosperma (F.Muell.) K.L.Wilson
80. Schoenus ligulatus (Boeckeler) Kuntze
81. Schoenus limosus T.L.Elliott & Muasya
82. Schoenus loliaceus Kük.
83. Schoenus longibracteatus Kük.
84. Schoenus loreus (Nees) Kuntze
85. Schoenus lucidus (C.B.Clarke) T.L.Elliott & Muasya
86. Schoenus lymansmithii M.T.Strong
87. Schoenus maschalinus Roem. & Schult.
88. Schoenus megacarpus T.L.Elliott & Muasya
89. Schoenus melanostachys R.Br.
90. Schoenus microcephalus J.Kern
91. Schoenus minutulus F.Muell.
92. Schoenus moorei Benth.
93. Schoenus multiglumis Benth.
94. Schoenus nanus (Nees) Benth.
95. Schoenus natans (F.Muell.) Benth.
96. Schoenus neovillosus T.L.Elliott & Muasya
97. Schoenus nigricans L.
98. Schoenus nitens (R.Br.) Poir.
99. Schoenus nudifructus C.Chen
100. Schoenus obtusifolius (Lehm.) Boeckeler
101. Schoenus odontocarpus F.Muell.
102. Schoenus ornithopodioides (Kük.) S.T.Blake
103. Schoenus pauciflorus (Hook.f.) Hook.f.
104. Schoenus pedicellatus (R.Br.) Poir.
105. Schoenus pennisetis S.T.Blake
106. Schoenus pictus (Boeckeler) Kuntze
107. Schoenus pleiostemoneus F.Muell.
108. Schoenus plumosus Rye
109. Schoenus prophyllus T.L.Elliott & Muasya
110. Schoenus pseudoloreus (Kük.) T.L.Elliott & Muasya
111. Schoenus punctatus R.Br.
112. Schoenus purpurascens T.L.Elliott & Muasya
113. Schoenus pygmaeus S.T.Blake
114. Schoenus quadrangularis Boeckeler
115. Schoenus quartziticus T.L.Elliott & Muasya
116. Schoenus racemosus J.M.Black
117. Schoenus rhynchosporoides (Steud.) Kük.
118. Schoenus rigens S.T.Blake
119. Schoenus rigidus T.L.Elliott & Muasya
120. Schoenus riparius T.L.Elliott & Muasya
121. Schoenus rivularis J.Raynal ex K.L.Wilson
122. Schoenus rodwayanus W.Fitzg.
123. Schoenus rupicola P.M.Musili & J.J.Bruhl
124. Schoenus scabripes Benth.
125. Schoenus schonlandii (Turrill) T.L.Elliott & Muasya
126. Schoenus sculptus (Nees) Boeckeler
127. Schoenus selinae T.L.Elliott, Muthaphuli & Muasya
128. Schoenus sesquispicula C.B.Clarke
129. Schoenus setiformis S.T.Blake
130. Schoenus sinensis Hand.-Mazz.
131. Schoenus smitinandii T.Koyama
132. Schoenus sparteus R.Br.
133. Schoenus subaphyllus Kük.
134. Schoenus subbarbatus Kük.
135. Schoenus subfascicularis Kük.
136. Schoenus subflavus Kük.
137. Schoenus sublateralis (Steud.) C.B.Clarke
138. Schoenus sublaxus Kük.
139. Schoenus submarginalis T.L.Elliott & Muasya
140. Schoenus submicrostachyus Kük.
141. Schoenus tendo (Hook.f.) Banks & Sol. ex Hook.f.
142. Schoenus tenellus Benth.
143. Schoenus tenuellus T.L.Elliott & Muasya
144. Schoenus tenuissimus Benth.
145. Schoenus tesquorum J.M.Black
146. Schoenus thedae M.D.Barrett & R.L.Barrett
147. Schoenus trachycarpus F.Muell.
148. Schoenus triticoides T.L.Elliott & Muasya
149. Schoenus unispiculatus F.Muell. ex Benth.
150. Schoenus vaginatus F.Muell. ex Benth.
151. Schoenus variicellae Rye
152. Schoenus villosus R.Br.
153. Schoenus yarrabensis Domin
154. Schoenus ×intermedius Brügger

## Sinonimi
- Cyclocampe Steud.; Syn. Pl. Glumac. 156 (1855)
- Epischoenus C.B.Clarke; T. Durand & Schinz, Consp. Fl. Afr. 5: 1894 (1895) 657, ex Thiselton-Dyer (1898)
- Gymnochaeta Steud.; Syn. Pl. Glumac. 156 (1855)
- Helothrix Nees; Ann. Nat. Hist. Ser. I. 6: 45 (1841)
- Isoschoenus Nees; Ann. & Mag. Nat. Hist. Ser. I. 6: 49 (1841)
- Petrospermum Borkh.; 48 (1792)
- Streblidia Link; Hort. Berol. 1: 276 (1827)